# Chavignon
Chavignon je francouzská obec v departementu Aisne v regionu Hauts-de-France. V roce 2011 zde žilo 760 obyvatel.

## Sousední obce
Aizy-Jouy, Chaillevois, Merlieux-et-Fouquerolles, Pargny-Filain, Royaucourt-et-Chailvet, Urcel, Vaudesson

## Vývoj počtu obyvatel
Počet obyvatel 